# Thiona
Thiona là một chi bướm đêm thuộc họ Erebidae.